# هیکارو آرای
هیکارو آرای (انگلیسی: Hikaru Arai؛ زادهٔ ۱۴ آوریل ۱۹۹۹) بازیکن فوتبال اهل ژاپن است.